# Ernst Bernhard Lohrmann
Ernst Bernhard Lohrmann (né le 30 juin 1803 Übelngönne ; décédé le 17 juin 1870 à Stockholm, Suède) est un architecte finlandais né Allemand.

## Biographie
Ernst Lohrmann commence ses études en 1821 à Göttingen puis obtient son diplôme de  géomètre à Berlin en 1827. 
Après ses études il travaille comme inspecteur des constructions jusqu'à son départ pour la Finlande en 1841.
Il y succède à  Carl Ludvig Engel comme directeur du Bureau de l'intendance puis comme directeur général de la Direction des bâtiments de Finlande jusqu'en 1867.
À son époque la Finlande connaîtra un changement radical de style architectural en passant du néoclassissisme à l'Historicisme.
L'activité de Lohrmann a été productive mais les avis sont partagés concernant ses directions architecturales.
Comme architecte, Ernst Lohrmann est spécialisé en conception d'églises et de bâtiments publics.

## Ouvrages

### Églises
- 1846, Église de Kuhmalahti, bois,
- 1846, Église de Simo, bois,
- 1848, Église de Kerimäki[1],
- 1849, Église de Suomusjärvi, bois,
- 1850, Église d'Ylöjärvi[1],
- 1851, Église d'Ylistaro, pierre et brique,
- 1851, Église de Lapväärtti (fi), brique,
- 1851, Église de Rääkkylä, bois,
- 1852, Église de Muolaa (fi), pierre et brique[2],
- 1852, Cathédrale d'Helsinki,
- 1852, Église de Ruokolahti, bois,
- 1852, Ancienne église d'Humppila, Bois[3],
- 1853, Église d'Utsjoki, pierre,
- 1855, Église de Kestilä, bois,
- 1857, Nouvelle Église de Hattula,
- 1858, Ancienne église d'Enontekiö , bois[4]
- 1860, Cathédrale Saint-Henri d'Helsinki,
- 1863, Église de Juva, pierre,
- 1866, Église de Mäntsälä, brique,
- 1869, Église de Tuusniemi (fi), bois,
- 1870, Église d'Hämeenkoski, brique[5],
- 1874, Église de Kuivaniemi, bois,
- 1878, Église d'Isokyrö, brique.

### Autres bâtiments publics
- Vanha klinikka, 1833
- Hôtel d'État de Punkaharju, 1845
- Uusi klinikka, 1848
- Maison de la bonne humeur, Myllytulli, Oulu (1849-1851)[6]
- Prison de Turku (fi), 1853
- Mairie de Kristinestad, (1865)[7]
- Villa d'Hakasalmi, 1846
- Bâtiment de la monnaie de Finlande, Kanavakatu 4, 1864
- Yliopistonkatu 1, Helsinki
- FIN-FSA, Snellmaninkatu 6, Helsinki

## Galerie

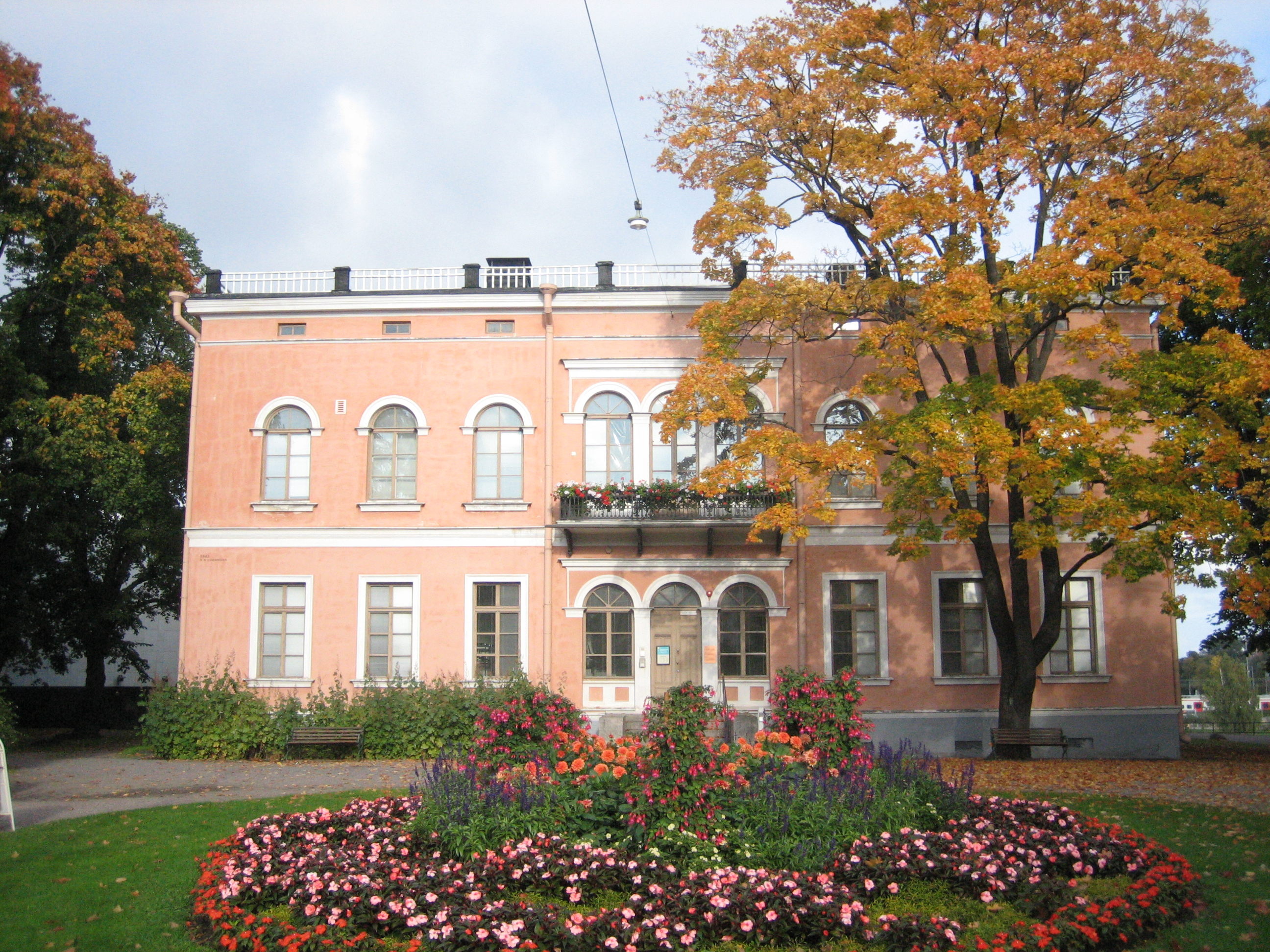
Villa d'Hakasalmi, rue Mannerheimintie à Helsinki.
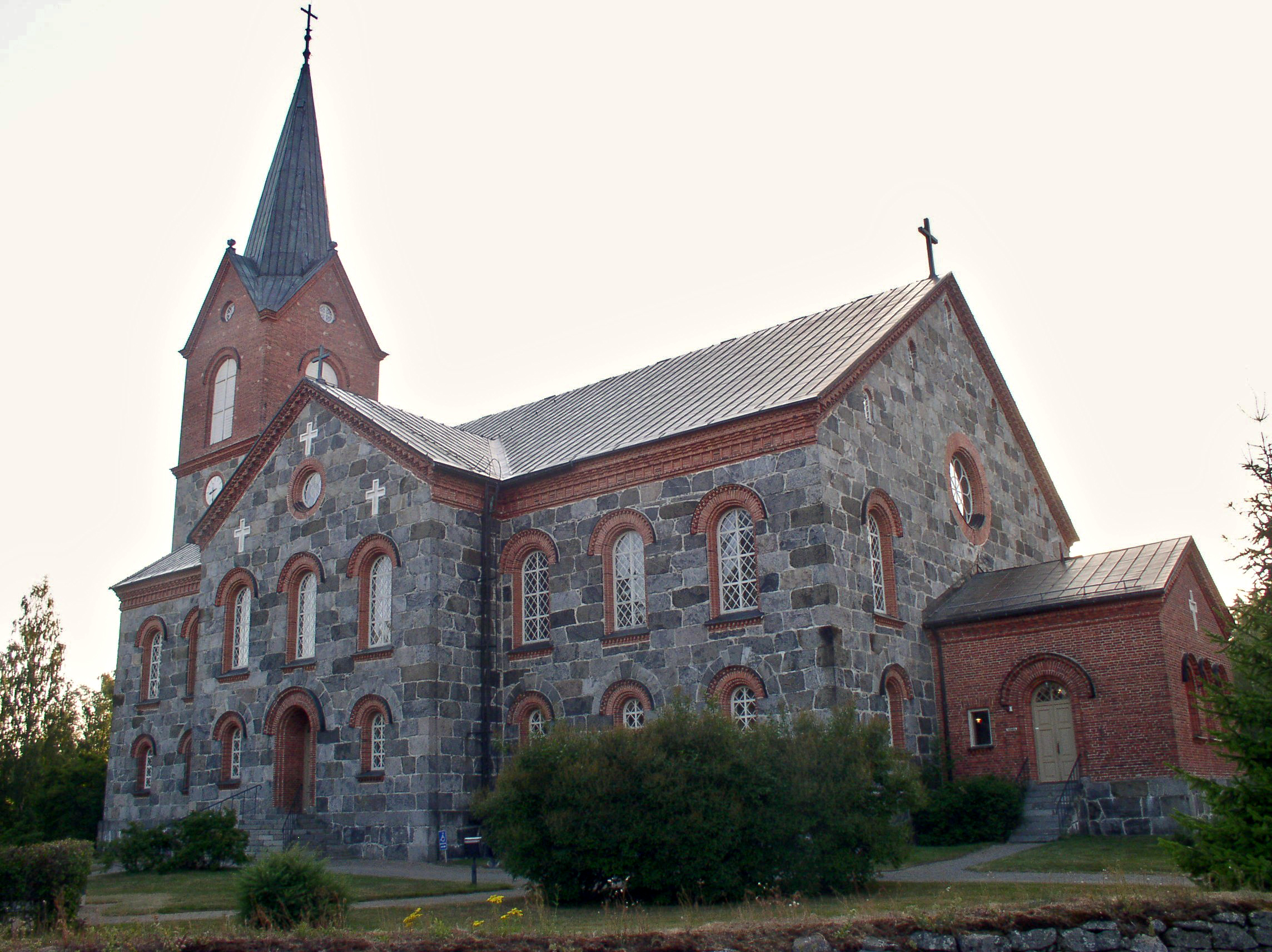
Église de Juva, conçue avec Carl Albert Edelfelt.
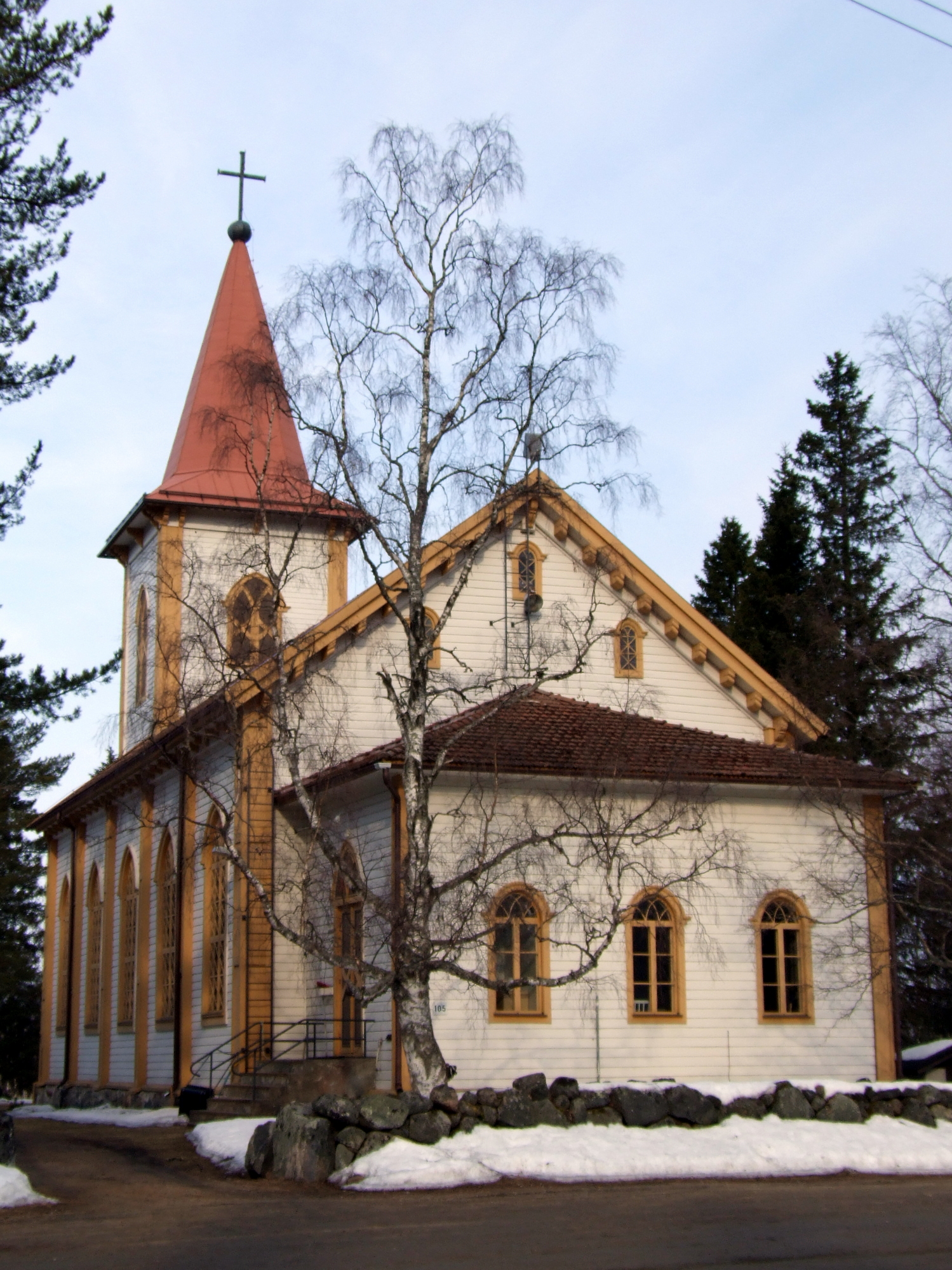
Église de Kuivaniemi, 1872.
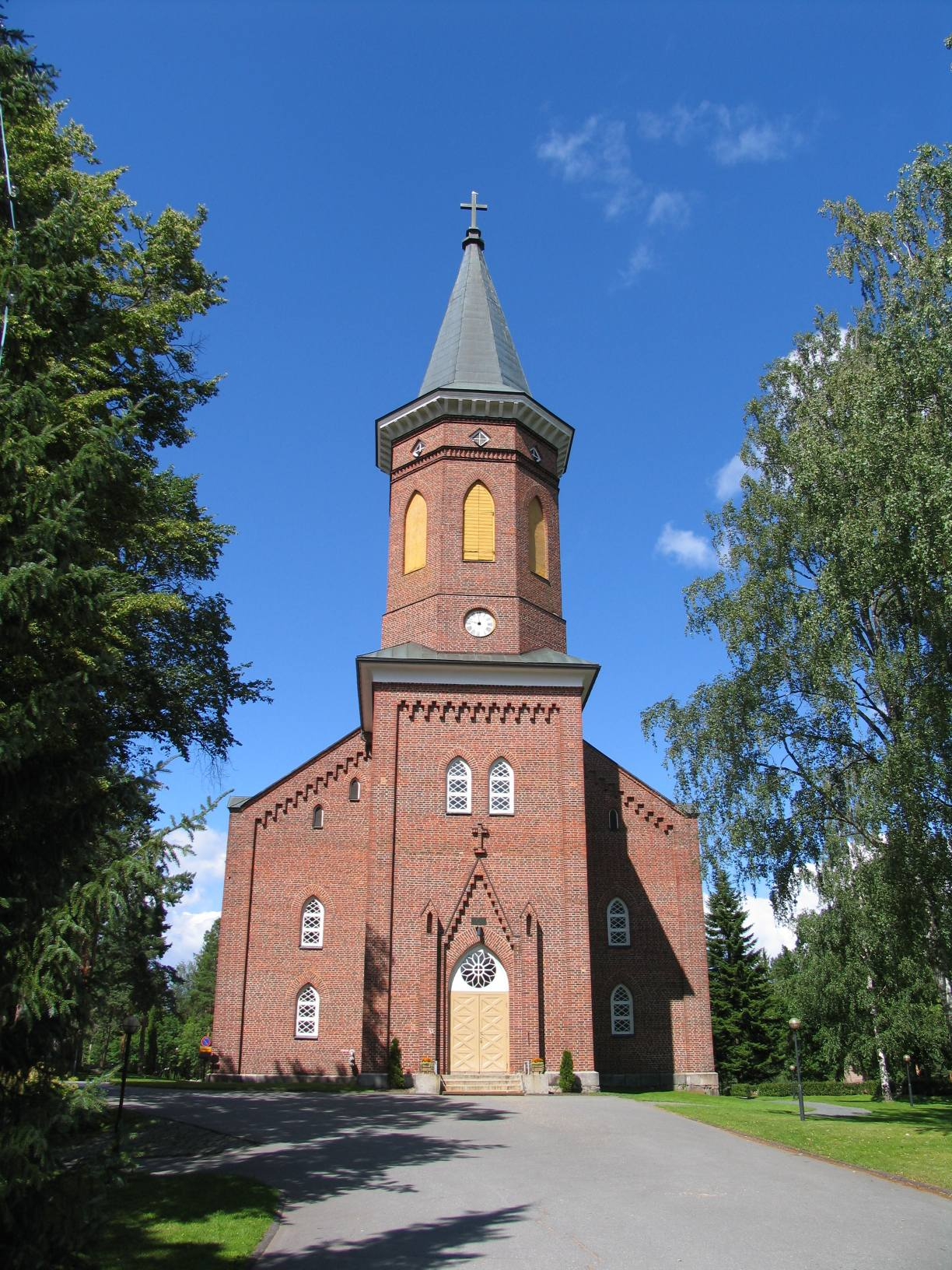
Église de Hattula, 1852–1857.

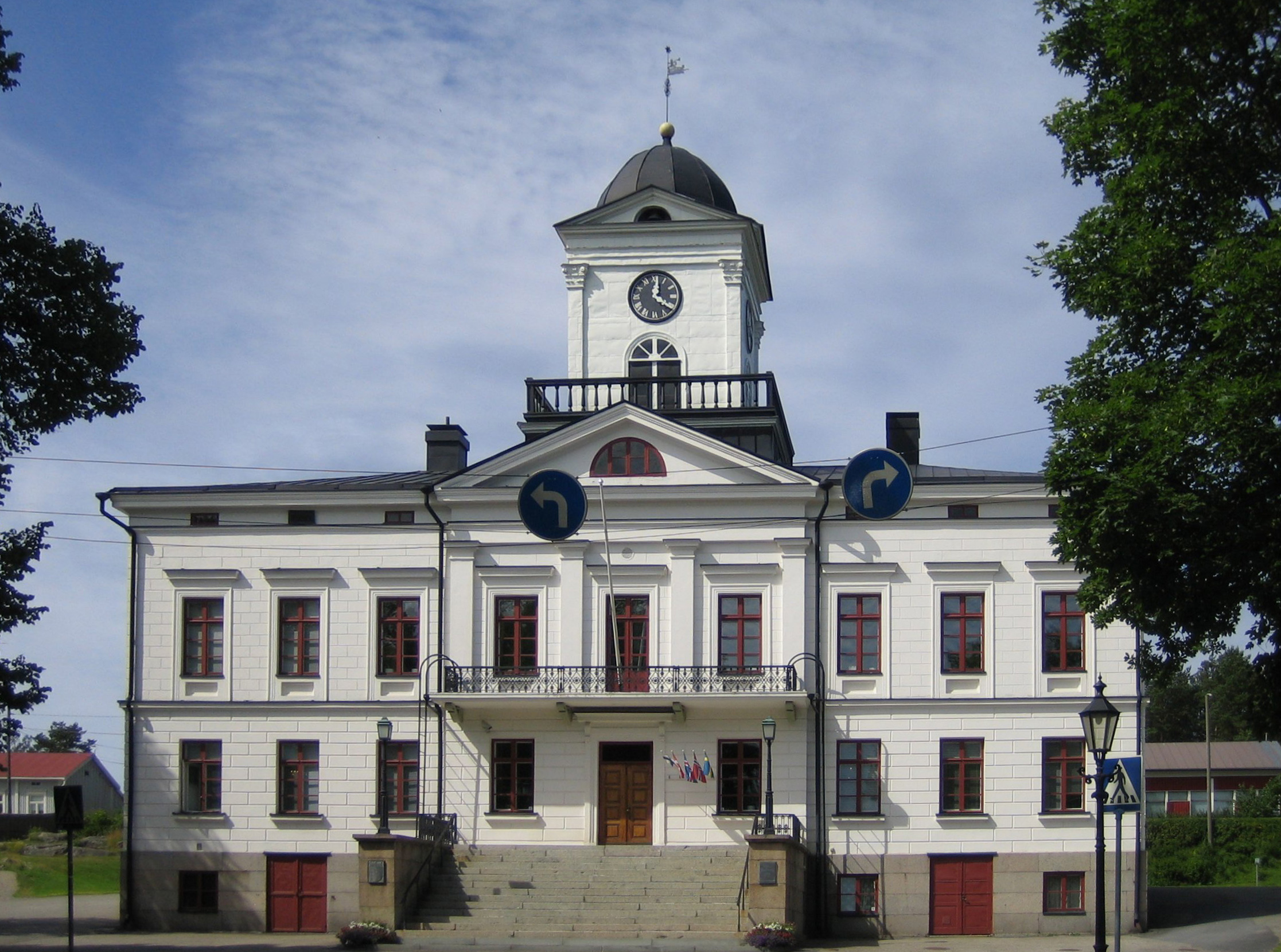
Hôtel de ville de Kristinestad.
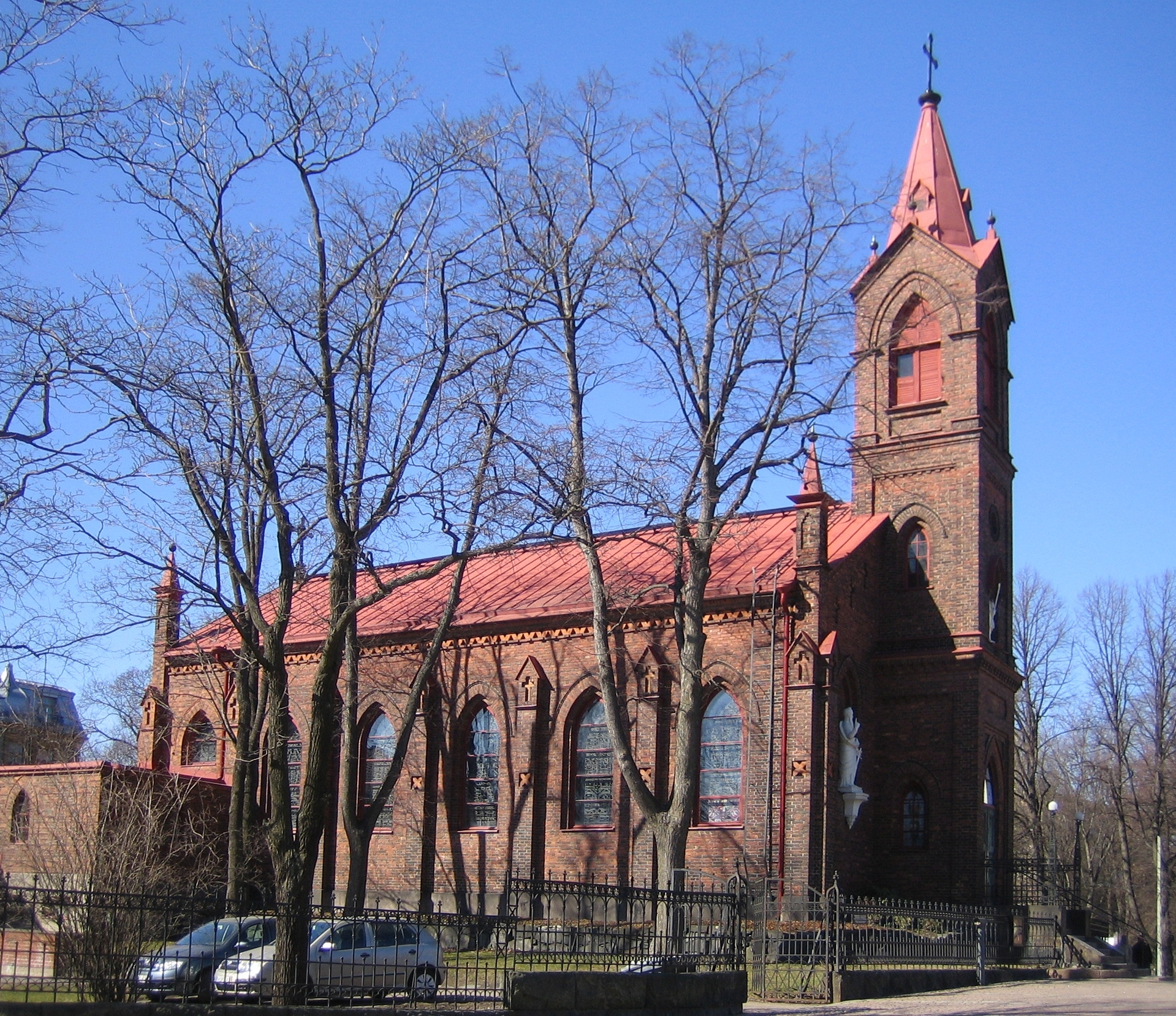
Cathédrale Saint-Henri d'Helsinki.
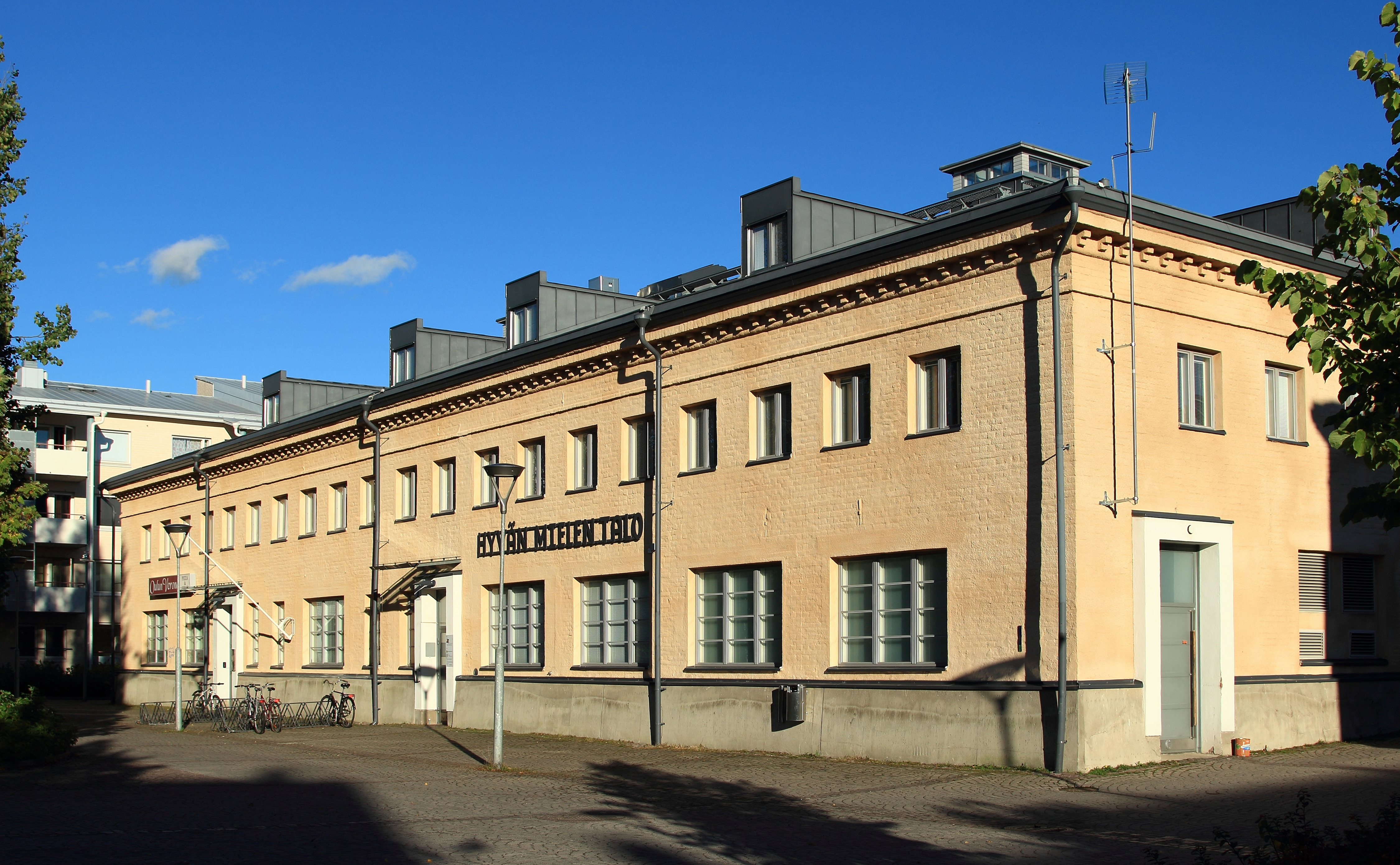
Maison de la bonne humeur, Oulu.
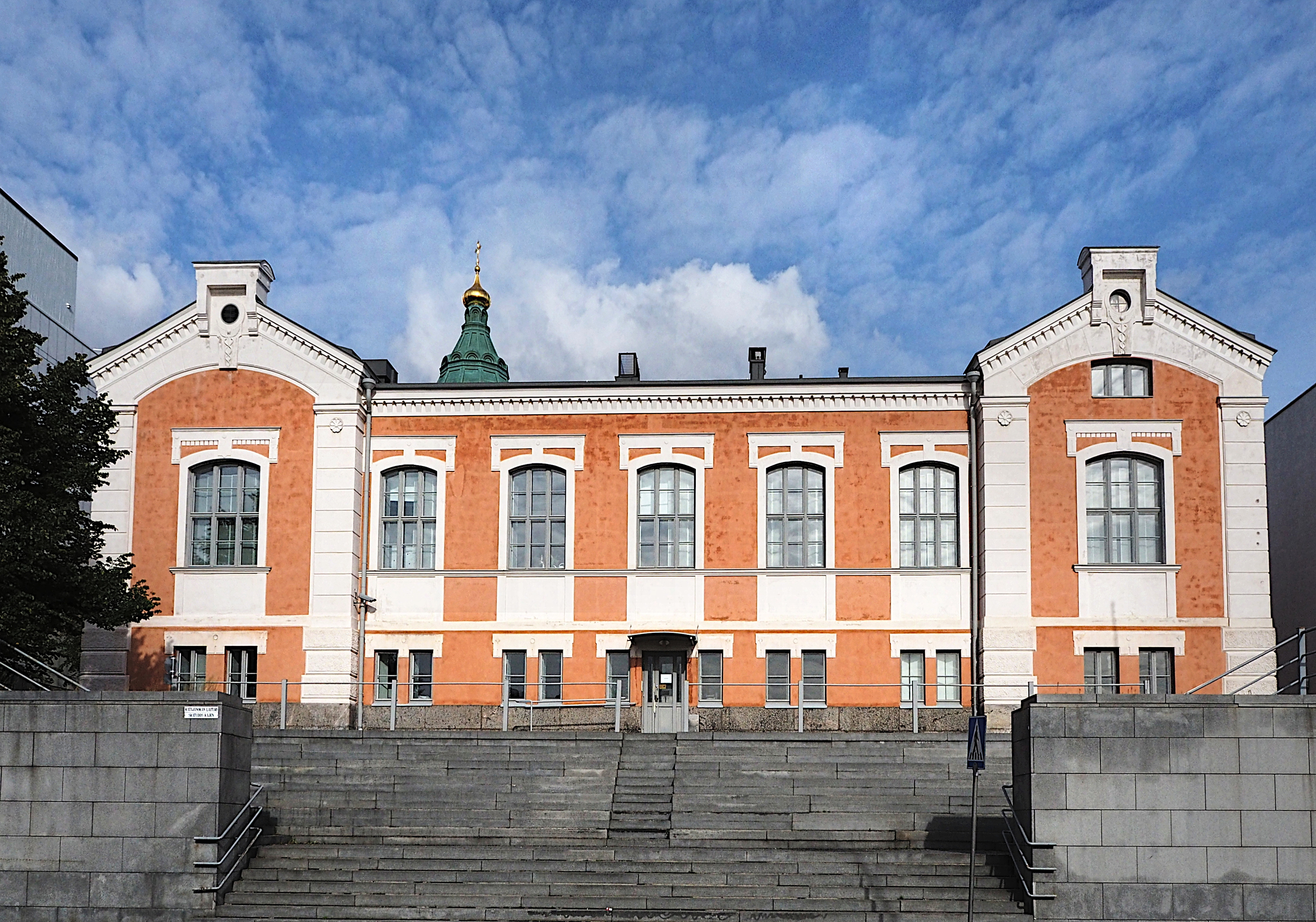
Bâtiment de la monnaie de Finlande, Helsinki.